# Amer Abdel Maksoud
Amer Abdel Maksoud (en árabe: عامر عبد المقصود‎) (Giza, 26 de febrero de 1963-El Cairo, 14 de agosto de 2013) fue un jugador de fútbol profesional egipcio que jugaba en la demarcación de centrocampista.

## Biografía
Amer Abdel Maksoud debutó como futbolista profesional en 1980 con el Tersana SC. Con el club ganó una Copa de Egipto en 1983 y disputó en 1987 la Recopa Africana, alcanzando los cuartos de final contra el Espérance Sportive de Tunis. Amer Abdel Maksoud se retiró en el Tersana en 1993, jugando durante toda su carrera futbolística en el mismo club.
Amer Abdel Maksoud falleció el 14 de agosto de 2013 tras ser asesinado por un grupo terrorista

## Clubes
| Club       | País   | Año         |
| ---------- | ------ | ----------- |
| Tersana SC | Egipto | 1980 - 1993 |

## Palmarés
- Copa de Egipto: 1983